# The Passion of Ayn Rand
Pour plus de détails, voir Fiche technique et Distribution.
La Passion d'Ayn Rand est un téléfilm dramatique biographique américain de 1999 réalisé par Christopher Menaul, sur un scénario de Howard Korder et Mary Gallagher, basé sur le livre de éponyme dfe 1988 de Barbara Branden.
Le film met en vedette Helen Mirren dans le rôle de la philosophe et romancière Ayn Rand, qui s'engage dans une liaison avec Nathaniel Branden, joué par Eric Stoltz, un psychologue de 25 ans plus jeune qu'elle. Branden a créé un institut pour diffuser les idées de Rand, mais les deux se sont finalement disputés. Le film met également en vedette Julie Delpy dans le rôle de Barbara, l'épouse de Branden, et Peter Fonda dans le rôle du mari de d'Ayn Rand, Frank O'Connor.
La passion d'Ayn Rand a été créée au Festival du film de Sundance le 27 janvier 1999 et diffusée sur Showtime le 30 mai 1999. Elle a reçu des critiques modérément positives de la part des critiques.[1]

## Synopsis
La vie privée de la célèbre auteure et philosophe Ayn Rand occupe le devant de la scène dans ce film produit pour le réseau câblé Showtime. En 1951, Ayn Rand (Helen Mirren) est une auteure à succès et une penseuse célèbre lorsqu'elle rencontre Nathaniel Branden (Eric Stoltz) et son amie Barbara (Julie Delpy), deux étudiantes qui admirent son écriture et ses idées. Rand prend les étudiants sous son aile, mais bientôt son mentorat devient moins bienveillant et plus abusif. Elle harcèle Barbara et Nathaniel, qui n'ont jamais été que des amis proches, pour qu'ils se marient, et tandis que Nathaniel répond bien à la tutelle de Rand, Barbara commence à reculer devant le manque de compassion de cette dernière qu'elle considère comme une faiblesse. Les choses deviennent plus inconfortables lorsque, après que Barbara et Nathaniel aient rejoint Ayn et son mari souvent ignoré Frank O'Connor (Peter Fonda) en vacances, Ayn et Nathaniel demandent la "permission" d'avoir une liaison, ce qui, selon eux, est dicté par l'importance de leur travail. Basé sur l'autobiographie de Barbara Branden sur ses années avec Rand, The Passion Of Ayn Rand a été présenté en première au Festival du film de Sundance en 1999.

## Fiche technique
- Titre : The Passion of Ayn Rand
- Réalisation : Christopher Menaul
- Scénario : Howard Korder et Mary Gallagher d'après le livre de Barbara Branden
- Musique : Jeff Beal
- Pays d'origine : États-Unis
- Format : Couleurs - Stéréo
- Genre : biographie
- Date de diffusion : 1999

## Distribution
- Helen Mirren : Ayn Rand
- Eric Stoltz : Nathaniel Branden
- Julie Delpy : Barbara Branden
- Peter Fonda : Frank O'Connor
- Sybil Darrow : Caroline
- Tom McCamus : Richard
- Don McKellar : Alfred
- Sergio Di Zio : Étudiant
- Domenico Fiore : Businessman

## Récompenses
- Primetime Emmy Award de la meilleure actrice dans une mini-série ou un téléfilm pour Helen Mirren
- Golden Globe du meilleur acteur dans un second rôle dans une série, une mini-série ou un téléfilm pour Peter Fonda